# غافث شائع
الغافث أو الغافث الشائع أو خد البنت أو  أوفاطوريون (باللاتينية: Agrimonia eupatoria)، هو نوع نباتي يتبع جنس الغافث من الفصيلة الوردية.

## الموئل والانتشار
النبات أصيل في أقطار الشام والمغرب العربي وقبرص وتركيا ومالطة والقوقاز وكل مناطق أوروبا.
يوجد في الأحراج المشمسة ومنحدرات الجبال.

## الوصف النباتي
الغافث الشائع نبات عشبي معمّر ذو أشواك منتنة. يبلغ ارتفاع النبات مترا واحدا، وساقه مكسوة بشعيرات خشنة، وتحتوي على مسافات متباعدة، وأشواك معقوفة، وأوراق مسننة وسطحها الأسفل مكسو بشعيرات رمادية. أزهارها صغيرة صفراء بمجموعات عنقودية وذات رائحة عطرية.

## الأثر الطبي
استخدم الغافث الشائع كعشب علاجي لمدة قرون طويلة وقد كان أحد أشهر الأعشاب الشافية كدواء قابض للأنسجة ومقوٍ معتدل، مفيد في الكحات، الإسهال والأمعاء المسترخية، ومدر للبول، وفي معالجة الأمراض الجلدية واليرقان، الحلوق المتقرحة، التهاب الفم، وكان للغافث سمعة عظيمة في معالجة الصفراء وشكاوى الكبد الأخرى.
تستعمل الأوراق والأزهار لعمل غرغرة ممتازة لحلق مسترخي.

## الاستخدام على مستوى العالم
في كندا استخدمه السكان الأصليون والكنديون بنجاح كبير في علاج الحالات المتقطعة الخاصة بالحمّى. أما في فرنسا فيستخدمه الفلاحون الفرنسيون كبديل للشاي.

## وصلات خارجية
- العلاج بالغافث